# 핫바

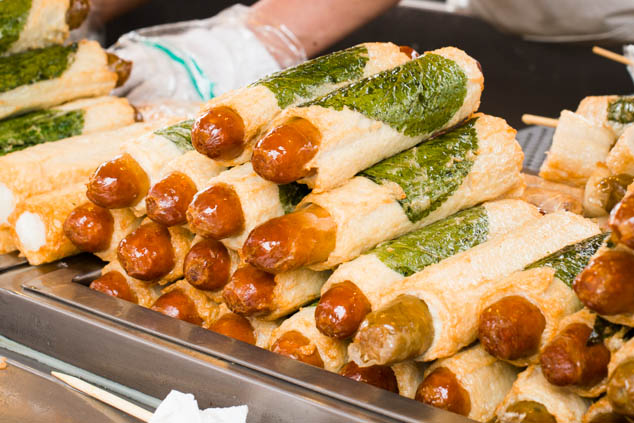
핫바

핫바는 대한민국의 음식이다. 보통 어묵을 꼬챙이에 꿰어 만든 것을 의미한다.